# Emiliano García-Page
Emiliano García-Page Sánchez (Toledo, 11 de junho de 1968) é um político espanhol, presidente da Junta de Comunidades de Castela-Mancha desde 2015. Foi também prefeito de Toledo entre 2007 e 2015, e senador designado pelo parlamento regional entre 2011 e 2015.

## Biografia
García-Page envolveu-se na política ainda muito jovem, juntando-se às Juventudes Socialistas de Espanha (JSE). Em 1986, quando ingressou na Universidade de Castela-Mancha para estudar Direito, filiou-se ao PSOE. Nas eleições municipais de maio de 1987, aos 18 anos de idade, foi eleito para o Conselho Municipal de Toledo, a capital regional.
Ele foi reeleito em 1991, ao mesmo tempo em que obtinha seu diploma de Direito. O novo prefeito socialista, Joaquín Sánchez Garrido, nomeou-o secretário encarregado de Festivais, Juventude e Finanças.
Em 1 de setembro de 1993, quando tinha apenas 25 anos de idade, o Presidente José Bono o escolheu como novo porta-voz do governo regional. Ele, para tanto, renunciou ao seu mandato municipal. Após as eleições regionais de maio de 1995, nas quais ele não se candidatou a uma vaga nas Cortes de Castela-Mancha, ele foi renomeado para o cargo que ocupava.
Nomeado Secretário-Geral do PSOE na província de Toledo, em 1 de julho de 1997, foi promovido nove dias depois a Conselheiro de Obras Públicas da Comunidade Autônoma. Ele se tornou novamente porta-voz em 1998. Nas eleições regionais realizadas em junho de 1999, ele foi eleito deputado pela província de Toledo. Posteriormente, ele foi nomeado Secretário do Bem-Estar Social.
Ele deixou o governo em março de 2000, para assumir a presidência do Grupo Socialista, que tinha uma maioria nas Cortes. Ele retornou em maio de 2001, pela terceira vez como porta-voz. Ele então passou para o cargo de Conselheiro de Relações Institucionais em 2004, quando José María Barreda sucedeu Bono. Em uma remodelação em 2005, ele foi novamente nomeado segundo vice-presidente e porta-voz do Conselho de Governo.

### Prefeitura de Toledo

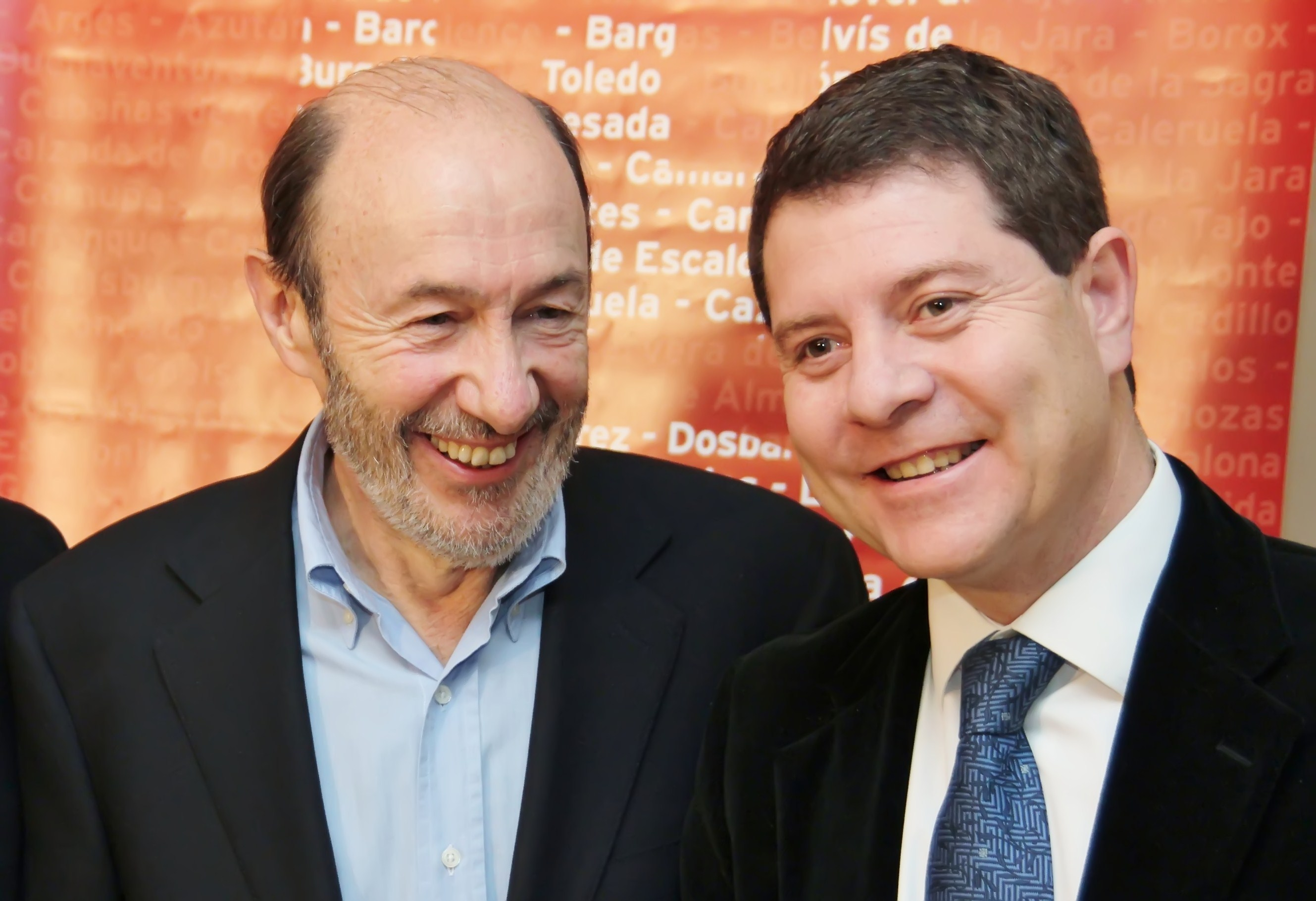
García-Page e Alfredo Pérez Rubalcaba em 2012, durante a campanha para o XXXVIII Congresso do PSOE.

Em janeiro de 2007, a Seção Socialista de Toledo investiu-o por unanimidade como chefe da lista nas eleições municipais de 27 de maio de 2007. No dia da votação, sua lista obteve 18 011 votos, ou 43,45% dos votos e 11 dos 25 assentos no conselho municipal. Ele obteve assim apenas 800 votos, e um vereador eleito a menos do que Partido Popular (PP) do então prefeito José Manuel Molina.
No entanto, em 16 de junho, após uma negociação com os dois vereadores do Esquerda Unida (IU), consegue a maioria para ser investido prefeito da capital regional.
Nas eleições de 22 de maio de 2011, ele se candidatou à reeleição. Ao receber 20 025 votos, o que corresponde a 43,78%, ele consegue eleger 12 membros, um à frente do PP. Sendo assim, ele seria posteriormente eleito para um segundo mandato, sem o apoio da IU.

### Secretaria-Geral do PSOE de Castela-Mancha
Com a antecipação da convocação das eleições parlamentares de 20 de novembro de 2011, ele encabeçou a lista socialista na província de Toledo, substituindo José Bono, uma situação criticada pela Esquerda Unida. Criticando a escolha de Alfredo Pérez Rubalcaba como candidato do PSOE para a presidência do governo por causa de sua idade, ele não se apresentou, em aplicação das regras internas do PSOE sobre a não acumulação de mandatos.

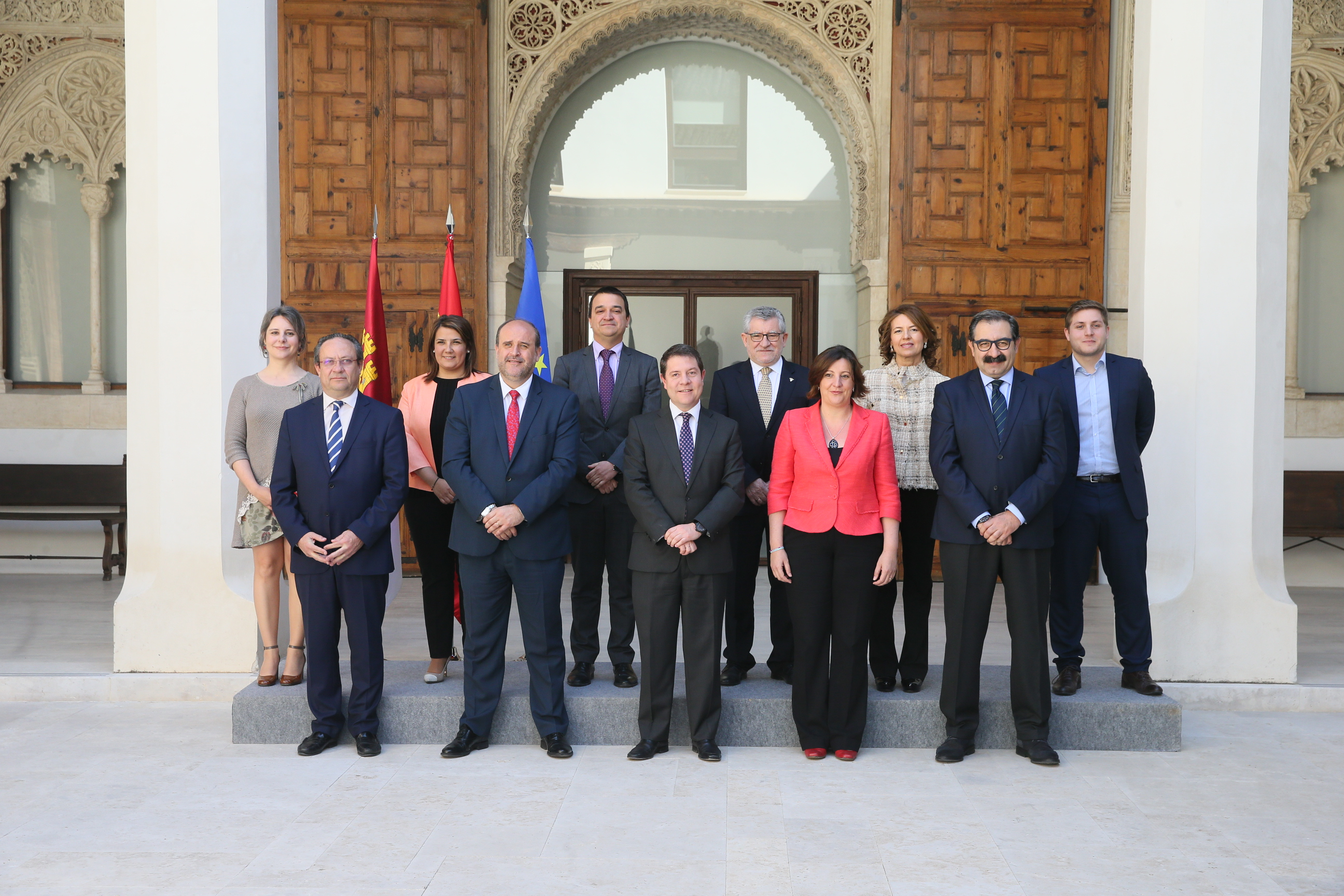
Foto Oficial do novo Governo de García-Page, em abril de 2017.

Em 16 de setembro de 2011, porém, ele foi designado para o Senado pelas Cortes de Castela-Mancha.
Após a derrota do Partido Socialista de Castela-Mancha-PSOE (PSCM-PSOE) nas eleições regionais de maio de 2011, e a eleição de José María Barreda para o Congresso dos Deputados, a federação regional socialista decidiu mudar seu Secretário Geral. Em 25 de fevereiro de 2012, Emiliano García-Page foi eleito para este cargo pelos delegados no X Congresso do PSCM-PSOE em Toledo, ganhando 95,82% dos votos válidos.

### Presidência de Castela-Mancha
Nas eleições regionais de 24 de maio de 2015, liderando o PSCM-PSOE, obteve 36,8% dos votos e 15 deputados dos 33 nas Cortes regionais. Ele então faz um acordo com o Podemos, que tinha dois membros eleitos, e foi empossado pelas Cortes em 1º de julho. Dois dias depois, Emiliano García-Page tornou-se oficialmente presidente da Junta de Comunidades de Castela-Mancha.